# La Goulue entrant au Moulin-Rouge
La Goulue entrant au Moulin-Rouge est un tableau réalisé par le peintre français Henri de Toulouse-Lautrec en 1891-1892. De format vertical, cette huile sur carton est un portrait à mi-cuisses de La Goulue alors que la danseuse fait son entrée au Moulin-Rouge, le cabaret parisien, flanquée par sa sœur à sa droite et son amante à sa gauche. Don de David M. Levy en 1957, l'œuvre fait partie des collections du Museum of Modern Art, à New York, aux États-Unis.